# Loxofidonia plumbilinea
Loxofidonia plumbilinea là một loài bướm đêm trong họ Geometridae.